# USE Basket Femminile Empoli
L'Unione Sportiva Empolese (USE) Basket Empoli è la principale società di pallacanestro femminile di Empoli. Gioca in Serie A2.

## Storia
Nel 2020-21 ha militato in Serie A femminile dove ha partecipato ai play off, perdendo ai quarti contro il Ragusa. Nella stagione successiva si è classificata all'ultimo posto e viene retrocessa in Serie A2.
Il 9 marzo 2025 vince la Coppa Italia di Serie A2 in finale su Costa Masnaga a Roseto degli Abruzzi.

## Cronistoria
| Cronistoria della USE Basket Rosa Empoli |
| --- |
| - 1912 · fondazione della U.S.E.. - 2013-14 · Scotti, 1ª in Serie B Toscana, vince la poule promozione, promossa in Serie A3. - 2014-15 · Scotti, 2ª nel Girone A di Serie A3, promossa in Serie A2. - 2015-16 · Scotti, 7ª nel Girone B di Serie A2, quarti di finale play-off. - 2016-17 · Scotti, 2ª nel Girone A di Serie A2, quarti di finale play-off. - 2017-18 · Scotti, 1ª nel Girone Sud di Serie A2, promossa in Serie A1. - 2018-19 · Scotti, 9ª in Serie A1, ottavi di finale play-off. - 2019-20 · Scotti, in Serie A1 (campionato interrotto) - 2020-21 · Scotti, 6ª in Serie A1, quarti di finale play-off. - 2021-22 · Scotti, 14ª in Serie A1, retrocessa in Serie A2. - 2022-23 · Scotti, 1ª nel Girone Sud della Serie A2, semifinalista play-off - 2023-24 · Scotti, 7ª nel Girone Sud della Serie A2, quarti di finale play-off - 2024-25 · Scotti, nel Girone B della Serie A2 vincitrice della Coppa Italia di Serie A2 (1º titolo). |

## Statistiche e record

### Partecipazione ai campionati
| Livello | Categoria | Partecipazioni | Debutto   | Ultima stagione |
| ------- | --------- | -------------- | --------- | --------------- |
| 1º      | Serie A1  | 4              | 2018-2019 | 2021-2022       |
| 2º      | Serie A2  | 6              | 2015-2016 | 2024-2025       |
| 3º      | Serie A3  | 1              | 2014-2015 | 2014-2015       |

La USE B.F. Empoli ha disputato complessivamente 11 stagioni sportive a livello nazionale.

## Roster 2021-2022
fonte.
| USE Scotti Rosa Empoli | USE Scotti Rosa Empoli |
| Giocatrici             | Staff tecnico          |
| ---------------------- | ---------------------- |

| 2  | Stati Uniti (bandiera)                  | G  | Aliyah Mia Jeune        | 1997 | 185 cm |  |  |
| 5  | Italia (bandiera)                       | G  | Irene Ruffini           | 2003 | 175 cm |  |  |
| 6  | Bulgaria (bandiera)                     | GA | Katrin Stoičkova        | 1999 | 177 cm |  |  |
| 8  | Italia (bandiera)                       | G  | Alice Lucchesini        | 1996 | 175 cm |  |  |
| 10 | Italia (bandiera)                       | P  | Sara Casini             | 2006 | 160 cm |  |  |
| 11 | Italia (bandiera)                       | P  | Valentina Baldelli      | 1989 | 171 cm |  |  |
| 12 | Stati Uniti (bandiera)                  | C  | Zada Williams           | 1996 | 188 cm |  |  |
| 14 | Italia (bandiera)                       | G  | Ashley Ravelli          | 1993 | 176 cm |  |  |
| 15 | Italia (bandiera)                       | AC | Laura Manetti           | 1999 | 181 cm |  |  |
| 18 | Lituania (bandiera) · Italia (bandiera) | AC | Gabrielė Narvičiūtė (C) | 1990 | 190 cm |  |  |
| 19 | Italia (bandiera)                       | G  | Francesca Antonini      | 2005 | 177 cm |  |  |
| 20 | Italia (bandiera)                       | P  | Emma Aramini            | 2002 | 160 cm |  |  |
| 22 | Polonia (bandiera)                      | AC | Amalia Rembiszewska     | 1996 | 191 cm |  |  |
| 41 | Italia (bandiera)                       | G  | Sara Bocchetti          | 1993 | 175 cm |  |  |

| Allenatore                                                                                        |
| - Alessio Cioni                                                                                   |
| Assistente/i                                                                                      |
| - Mario Ferradini - Salvatore Cesaro Legenda - (C) Capitano Roster Aggiornato al: 3 novembre 2021 |

### Staff tecnico
- Allenatore: Alessio Cioni
- Assistente Allenatore: Mario Ferradini, Salvatore Cesaro
- Preparatore atletico: Diego Alpi
- Fisioterapista: Silvia Cinquemani
- Medico sociale: Paolo Miccinesi

## Palmarès
- Coppa Italia di Serie A2: 1
2025